# Paul Narracott
Paul Narracott (Paul Andrew Narracott; * 8. Oktober 1959 in Florey, Canberra) ist ein ehemaliger australischer Sprinter und Bobfahrer.
1977 siegte er bei den Pacific Conference Games über 100 m und gewann Silber über 200 m. Beim Leichtathletik-Weltcup in Düsseldorf wurde er Achter über 100 m und kam in der 4-mal-100-Meter-Staffel mit der ozeanischen Mannschaft auf den siebten Platz.
Bei den Commonwealth Games 1978 in Edmonton wurde er über 100 m Sechster, über 200 m Vierter und mit der australischen 4-mal-100-Meter-Stafette Siebter. 1982 wurde er bei den Commonwealth Games in Brisbane jeweils Vierter über 100 m, 200 m und in der 4-mal-100-Meter-Staffel.
Bei den Leichtathletik-Weltmeisterschaften 1983 in Helsinki wurde er Siebter über 100 m und erreichte über 200 m das Viertelfinale.
1984 schied er bei den Olympischen Spielen in Los Angeles über 100 m im Viertelfinale und über 200 m im Vorlauf aus.
Sechsmal wurde er Australischer Meister über 100 m (1977–1979, 1982–1984).
Bei den Olympischen Winterspielen 1992 in Albertville kam er mit Glenn Turner im Zweierbob auf den 30. Platz. Er war der erste australische Sportler, der sowohl bei Olympischen Sommer- wie auch Winterspielen startete.

## Persönliche Bestzeiten
- 100 m: 10,26 s, 6. März 1984, Melbourne (handgestoppt 9,9 s, 4. Januar 1984, Brisbane)
- 200 m: 20,65 s, 7. Oktober 1982, Brisbane